# Warashi
 (septembre 2018).
Si vous disposez d'ouvrages ou d'articles de référence ou si vous connaissez des sites web de qualité traitant du thème abordé ici, merci de compléter l'article en donnant les références utiles à sa vérifiabilité et en les liant à la section « Notes et références ».
Warashi Inc.  (株式会社 童) est une société japonaise qui développe des jeux vidéo pour des bornes d'arcade, des consoles de salon, et plates-formes mobiles. Elle s'est spécialisée dans des titres de type mah-jong ou shoot 'em up. Elle est reconnue pour la série de jeux Shienryu et pour avoir publié l'un des derniers jeux de la Dreamcast début 2007.

## Titres développés

### Shoot 'em up
- Shienryu (1997, ST-V, Saturne, PlayStation 2)
- Sengeki Striker (1997, Kaneko Super Nova System)
- Shienryu Explosion (2003, PlayStation 2)
- Trigger Heart Exelica (2006, Naomi, Dreamcast, Xbox 360)
- Trigger Heart Exelica Enhanced (2009, PlayStation 2)

### Mahjong
- Gal Jan (1996, Saturn)[1].